# 暗黒街の人気男
『暗黒街の人気男』（あんこくがいのにんきおとこ）は、1935年（昭和10年）に日本で製作・公開されたサイレント映画である。製作・配給大都映画。

## スタッフ
- 監督 : 大江秀夫

## キャスト
- ハヤフサヒデト
- 琴路美津子
- 宮城浩二
- 高村栄一